# Jurong (Jiangsu)
Jurong (句容市S, JùróngP) è una città-contea della Cina, situata nella provincia di Jiangsu e amministrata dalla prefettura di Zhenjiang.